# 限時絕殺
是一部2010年美國動作驚悚電影，由小喬治·提爾曼執導，巨石強森和比利·鮑伯·松頓主演。該片於2010年11月24日在美國上映。

## 劇情
卡倫因為一場黑吃黑的搶銀行事件，被關押進牢獄十年，從一名青澀的車手，蛻變為殺人不眨眼的罪犯。出獄當天，立刻使用在監獄內賺取的不法所得，購買了仇人的情報，展開復仇並馬上殺死第一位仇人。西賽蘿警探接下此案件，而貪腐的漢佛萊斯警探也隨後加入調查。無名殺手也接下了殺死卡倫的任務。於是三方展開了一場激烈的追逐戰。

## 外部連結
- 官方网站
- AllMovie上《限時絕殺》的资料（英文）
- Box Office Mojo上《限時絕殺》的資料（英文）
- 互联网电影数据库（IMDb）上《限時絕殺》的资料（英文）
- Metacritic上《限時絕殺》的資料（英文）
- 爛番茄上《限時絕殺》的資料（英文）